# Захарків Юрій Романович
Ю́рій Рома́нович Заха́рків (нар. 21 березня 1996, Тернопіль, Україна) — український футболіст, нападник.

## Життєпис

### Початок кар'єри
Вихованець ДЮСШ міста Тернопіль та школи резервістів львівських «Карпат». У 2013 році гравця було додано до офіційної заявки «Карпат». У бронзовому сезоні 2013/14 у команді юнаків «зелено-білих» під керівництвом Ігоря Йовичевича провів 25 матчів і забив 4 голи.
В основному складі «Карпат» свій дебютний матч провів 2 травня 2015 року у грі чемпіонату проти маріупольського «Іллічівця». На 73-й хвилині дебютант замінив у грі Олега Голодюка, зайнявши звичну для себе позицію центрфорварда.
Паралельно зі грою в «Карпатах» Захарків навчався в ТНПУ на факультеті фізичного виховання. За команду цього ВНЗ «Тернопіль-Педуніверситет» грав у чемпіонаті України серед студентів.
Узимку 2016/17 залишив «Карпати» за обопільною згодою. Після цього протягом 2017 року грав у Першій лізі за «Тернопіль» та у Другій лізі за «Дніпро-1».
На початку 2018 року повернувся у Прем'єр-лігу, ставши гравцем донецького «Олімпіка».
У серпні 2018 року він став гравцем литовського клубу «Атлантас».